# Lakes Entrance
Lakes Entrance is een plaats in de Australische deelstaat Victoria en telt 4093 inwoners (2006).